# Quintino Bocaiúva
Quintino Antônio Ferreira de Sousa Bocaiúva (Itaguaí, 4 de desembre de 1836 - Rio de Janeiro, 11 de juny de 1912) fou un periodista i polític brasiler, conegut per la seva actuació en el procés de la Proclamació de la República del Brasil. Com a polític fou el primer ministre de relacions exteriors de la República de Brasil, de 1889 a 1891, i president de l'Estat de Rio de Janeiro, de 1900 a 1903.

## Biografia
Quintino va anar a viure a São Paulo el 1850, i va començar una vida professional de tipògraf i revisor. Va començar a estudiar dret, però va haver de deixar els estudis degut a la manca de recursos. En aquesta època, va col·laborar en el diari Acaiaba (1851), quan va adoptar el nom de Bocaiúva (espècie brasilera de cocoter per afirmar la seva pertinença al Brasil.
Defensor a ultrança dels ideals republicans, quan va tornar a Rio de Janeiro, treballà al periòdic Diário do Rio de Janeiro (1854) i el Correio Mercantil (1860-64), arribant a ser redactor del Manifest Republicà, que arribà a la llum pública el 3 de desembre del 1870, a la primera edició de A República, a les pàgines del qual va escriure fins al seu tancament el 1874. Després fundà el diari O Globo (1874-83). El 1884 fundà O Paiz, diari que va exercir una gran influència a la campanya republicana. A causa de la seva feina a la premsa, els contemporanis el van conèixer com el "príncep dels periodistes brasilers"
Maçó, iniciat a la Loja Amizade (São Paulo, 1861), era contrari a les idees positivistes. Polemista i amb un discurs agressiu i lògic, al Congrés Republicà (São Paulo, Maig del 1889) va prevaler la tesi d'una campanya doctrinària per aconseguir gradualment la República.

### Paper a la Proclamació de la República
L'aproximació de personalitat civils (casacas) i militars descontents amb el règim monàrquic fou decisiva pels esdeveniments que portaren a la deposició de l'Emperador i a la Proclamació de la República Brasilera (1889)
Quintino fou l'únic civil que va anar amb Benjamin Constant i el Mariscal Deodoro da Fonseca, amb les tropes que es dirigien al quarter general de l'Exèrcit brasiler, al matí del 15 de novembre, dia de la proclamació de la República.

### Actuació com a polític
Va participar en el Govern provisional, assumint les tasques de Relacions Exteriors. Amb aquesta qualitat, va negociar i signar el Tractat de Montevideo (25 de gener de 1890), procurant solucionar la Qüestió de Palmas entre el Brasil i l'Argentina. El Congrés Nacional de Brasil va tirar endarrere el Tractat, ja que al·legà que Quintino s'havia extrapolat, el 1891. Això va fer que Bocaiúva va deixar el seu càrrec per continuar com a Senador per l'Estat de Rio de Janeiro a l'Assemblea Nacional Constituent. Va romandre en el càrrec fins a la votació de la Constitució Brasilera (24 de febrer del 1891, renunciant al mandat per retornar al periodisme, davant el diari O Paiz. Fou nomenat pels seus contemporanis com "o Príncipe dos Jornalistas Brasileiros".
El 1899 fou reelegit Senador, al mateix temps que també va ser elegit pel Govern de l'Estat de Rio de Janeiro (1900-03). De 1901 a 1904 ocupà el títol de Gran-Maestre de Grande Oriente do Brasil, el lloc més elevat de l'Orde Maçònica al Brasil. El 1909 retornà al Senat, exercint de vicepresident de 1909 a 1912. Tenint aquesta funció, recolzà la candidatura del Mariscal Hermes da Fonseca a la Presidència de la República (1910) i al mateix any ocupà la presidència del Partido Republicano Conservador, del cabdill José Gomes Pinheiro Machado.
Quintino Bocaiúva va morir al barri de Rio de Janeiro a on vivia que avui, en el seu homenatge, es diu Quintino Bocaiúva.